# Nectria phaeodisca
Nectria phaeodisca är en svampart som beskrevs av Rossman 1983. Nectria phaeodisca ingår i släktet Nectria och familjen Nectriaceae.   Inga underarter finns listade i Catalogue of Life.